# Naar zeventien zetels en terug
Naar zeventien zetels en terug is een politiek dagboek geschreven door Jan Terlouw en uitgegeven in 1983 door L.J. Veen.
Het dagboek beschrijft de dagelijks gang van zaken van 9 maart 1981 tot 5 november 1982 een periode waarin Terlouw tweemaal als lijsttrekker van D66 aan de Tweede Kamerverkiezingen meedeed, namelijk die van 1981 en van 1982. De titel van het boek is hieruit te verklaren: tijdens de eerste verkiezingen ging D66 van acht naar zeventien zetels en tijdens de tweede verkiezingen terug naar zes zetels. Tussendoor neemt D66 deel aan het kabinet-Van Agt II, waarin Jan Terlouw minister van Economische Zaken is.
Aan het begin van het boek is Terlouw optimistisch. Hij doet het erg goed tijdens de verkiezingen en D66 behaalt zeventien zetels. Hierna komt Terlouw steeds meer in de knoop met de dagelijkse politieke gang van zaken. Het dagboek beschrijft duidelijk hoe Terlouw steeds minder optimistisch is over de gang van zaken in de politiek en zijn rol daarin. Hij is ontevreden over het kabinet waarin hij zit en ook over mede-politici (in het bijzonder Joop den Uyl). Terlouw is ook ontevreden over zijn eigen partij: D66 wil graag regeren met de PvdA en wijst op een congres samenwerking met de VVD en het CDA van de hand. Hier is Terlouw het totaal mee oneens, hij vindt dat D66 zich moet opstellen als verbindende partij tussen de linkse en rechtse partijen. Terlouw is zelf erg tevreden over zijn rol als minister van Economische Zaken, maar wordt hard aangevallen in de media om zijn vermeende onkunde. Hier wordt hij hoe langer hoe cynischer van en hij staat steeds meer los van de rest van de politiek. Na de desastreus verlopen verkiezingen van 1982, treedt hij af.
Het boek werd door de pers als te zuur beschreven. Daarnaast vond men dat Jan Terlouw te weinig zelfkritiek had en daardoor werd het boek beschreven als een afrekening. Gevraagd werd of Terlouw wel de juiste afstand had, aangezien het boek zo snel na zijn aftreden was verschenen. Wel werd er positief geoordeeld over het inkijkje in de politiek en de stijl van het boek. Aangezien Terlouw collega's binnen en buiten de eigen partij hard aanpakte, leidde het boek tot bekoelde verhoudingen.